# Toivo Hyytiäinen
Toivo Hyytiainen (Finlandia, 12 de noviembre de 1925-21 de octubre de 1978) fue un atleta finlandés, especialista en la prueba de lanzamiento de jabalina en la que llegó a ser medallista de bronce olímpico en 1952.

## Carrera deportiva
En los JJ. OO. de Helsinki 1952 ganó la medalla de bronce en el lanzamiento de jabalina, con una marca de 71.89 metros, siendo superado por los estadounidenses Cyrus Young (oro) y William Miller (plata).